# Attentato del bus delle madri
L'attentato del bus delle madri fu il dirottamento, avvenuto nel 1988, di un autobus civile israeliano che trasportava lavoratori al Negev Nuclear Research Center. Tre militanti arabi presero in ostaggio 11 passeggeri e ne uccisero 2. L'autobus venne poi preso d'assalto dalla Yamam, unità d'élite antiterrorismo israeliana. Durante l'operazione di conquista durata 40 secondi, tutti e 3 i dirottatori vennero uccisi, insieme a uno degli ostaggi.
L'incidente venne chiamato "l'attentato all'autobus delle madri" perché molti dei passeggeri erano madri lavoratrici.

## L'attacco
Nella notte di lunedì 7 marzo 1988, tre membri armati dell'Organizzazione per la Liberazione della Palestina si infiltrarono al confine tra Israele ed Egitto vicino a Ramat Nafha, terreno desertico a ovest di Mitzpe Ramon. Erano armati con fucili d'assalto AK-47, un mitra Carl Gustav m/45 e bombe a mano. Intorno alle 6:30 del mattino, aprirono il fuoco su una Renault bianca che trasportava 4 soldati disarmati diretti a nord per un esercizio di allenamento fisico. I soldati fuggirono a piedi e gli uomini armati rubarono la loro macchina e la guidarono a nord in direzione di Sde Boker, quindi ad ovest sull'autostrada che collegava Be'er Sheva a Dimona.
Mentre si dirigevano verso ovest, i soldati la cui macchina era stata requisita allertarono le autorità e la polizia allestì dei posti di blocco lungo il percorso previsto. Intorno alle 7:15 del mattino, gli uomini armati si schiantarono contro un posto di blocco della polizia vicino all'incrocio Dimona-Yeruham e iniziarono a sparare indiscriminatamente, con la polizia all'inseguimento. Spararono a un minivan che trasportava quattro insegnanti, i cui passeggeri riuscirono a scappare dopo che il loro autista accelerò verso gli uomini armati. Spararono anche contro un semirimorchio che era stato fermato in autostrada dalla sparatoria. Intorno alle 8:00, un autobus che trasportava i lavoratori al loro lavoro presso il Negev Nuclear Research Center vicino a Dimona arrivò sul posto, vicino al villaggio beduino di Aroer in cima alla collina. Quando i dirottatori aprirono il fuoco sull'autobus, l'autista aprì la portiera e alcuni passeggeri riuscirono a scappare a piedi. I dirottatori presero il controllo dell'autobus con 11 passeggeri ancora a bordo che non erano riusciti a fuggire.
A quel punto, la polizia israeliana e le unità dell'esercito circondarono il sito e Haim Benayoun, comandante della regione di polizia del Negev, iniziò a negoziare con i dirottatori. Una delle prime unità sul posto fu Yamam, che arrivò prima dei Sayeret Matkal, ai cui elicotteri erano state fornite informazioni errate riguardo al luogo dell'incidente. Tutte le unità dell'esercito e della polizia erano sotto il comando del maggiore generale Yitzhak Mordechai. I dirottatori chiesero il rilascio di tutti i prigionieri dell'OLP incarcerati a seguito della rivolta nei territori occupati e fissarono un ultimatum di 30 minuti per vedere un rappresentante della Croce Rossa, altrimenti avrebbero iniziato a uccidere ostaggi. Gli agenti di Yamam raccolsero informazioni preziose sul numero di dirottatori e sulla loro posizione all'interno dell'autobus dai passeggeri dell'autobus che erano riusciti a fuggire. Lo Yamam posizionò dei cecchini attorno all'autobus e monitorò i movimenti con il binocolo. Sulla base delle informazioni raccolte e delle informazioni di sorveglianza, il comandante dello Yamam, Alik Ron, preparò un piano d'assalto.
Mentre i 30 minuti volgevano al termine, gli uomini armati iniziarono a sparare dai finestrini dell'autobus e lanciarono una granata, che non esplose, contro le forze di sicurezza che circondavano l'autobus. Poco dopo, alle 10:25, uccisero l'unico ostaggio maschio, Victor Ram, padre di tre figli di 39 anni, sparandogli al petto, e una delle donne, Miriam Ben-Yair, 46 anni, madre di 4 figli. A quel punto, Mordechai diede l'ordine allo Yamam di prendere d'assalto l'autobus. I cecchini Yamam aprirono il fuoco, mentre i combattenti Yamam sfondarono le finestre e le porte dell'autobus da 3 direzioni, lanciando granate stordenti per disorientare i dirottatori. In 30-40 secondi, presero il controllo dell'autobus, uccidendo tutti e tre i dirottatori, ma non prima che i dirottatori riuscissero a uccidere un altro ostaggio: Rina Shiratky, 31 anni, madre di due figli. Gli altri otto ostaggi rimasero leggermente feriti.

## Conseguenze
L'evento è degno di nota come il primo esempio di tattiche terroristiche classiche contro i civili israeliani durante la Prima Intifada, che fino a quel momento era nota come una rivolta popolare che usava principalmente disobbedienza civile, proteste di massa, dimostrazioni, sommosse e violenza limitata.
Il governo israeliano indicò l'incidente come prova che l'Intifada era una campagna terroristica violenta e anti-civile. Il primo ministro Yitzhak Shamir avrebbe detto: "I terroristi cercano di attaccarci ogni giorno. Questi sono gli stessi individui che incitano ai disordini nei territori", e l'allora ministro della difesa Yitzhak Rabin descrisse l'incidente come parte di un importante sforzo dell'OLP per mostrare che il terrorismo resta il mezzo principale con cui saranno raggiunti i suoi obiettivi politici.
L'operazione militare venne descritta come una delle missioni di salvataggio più complicate nella storia di Israele, con aggressori meglio armati e più determinati dei loro predecessori. Da allora divenne un punto di riferimento per le missioni di salvataggio di ostaggi nell'antiterrorismo.
L'intelligence israeliana ha concluso che il dirottamento dell'autobus era stato pianificato e ordinato dal leader militare dell'OLP Khalil al-Wazir e, in risposta, si ritiene che abbiano raccomandato un'operazione complessa per assassinarlo nella sua casa di Tunisi, effettuata alcuni settimane dopo.